# Kjell Furberg
Kjell Anders Furberg, född 14 augusti 1953, är en svensk författare som också arbetat som biografmaskinist. Han har fil.kand. i litteratur-, film- och konstvetenskap, har bedrivit högre studier i indologi och kinesiska samt har journalistutbildning och trädgårdsmästarexamen. Han var 1972-1974 en av redaktörerna för stencilpoesitidskriften The Guru Papers. Han drev 1984–1985 konstarenan och nattklubben Bar Bar i Stockholm i samarbete med bl.a. Kim Klein och arbetade som programredaktör på Cinemateket vid Svenska Filminstitutet 1987–1988. 
År 1989 gjorde Furberg utställningen och katalogen Biografen - The Picture Palace in Sweden för Arkitekturmuseet i Stockholm och genomförde 1990-1994 en rikstäckande biografinventering för Riksantikvarieämbetet. Han var med om att starta Stockholms filmfestival som dess första programchef 1990. Han erhöll Jurgen Schildt-priset 1996.
Under 2000-talet var Furberg yrkesverksam som trädgårdsdesigner och botanist. Han arrangerade och ledde också trädgårdsresor till Kina och Kuba.